# XO (wytwórnia płytowa)
XO (znana również jako XO Records) – kanadyjska wytwórnia płytowa należąca obecnie do Universal Music Group, założycielami wytwórni są The Weeknd, Sal Slaiby i Amir Esmailian. Od 2015 jest kierowana przez Slaiby'ego, który jest dyrektorem generalnym wytwórni.

## Artyści

### Aktualnie
- The Weeknd
- Belly
- Nav
- Black Atlass

### Dawniej
- 88Glam